# Ketekalles
Ketekalles es un grupo musical creado en Barcelona en 2016 por cuatro mujeres. La banda nació con la idea de reivindicar el papel de las mujeres en los escenarios, a través de la música con la fusión de varios géneros, como el soul y el hip-hop. Está formado por la guitarrista y voz  Ana Toledo "La Tole", la bajista Nadia Lago Sáez y la baterista Cami López.

## Trayectoria
Crearon el grupo en 2016 sin expectativas ni una gran actividad en redes sociales y empezaron a hacer canciones que las identifican y conciertos en espacios sociales. En un primer momento el grupo estaba formado por Sombra Alor, que también fue cocreadora y formó parte hasta 2019 del grupo Tribade, y Ana Toledo, que es técnica de sonido profesional. Ambas son compositoras de los temas del grupo y lo iniciaron juntamente con una bajista y percusionista. Posteriormente se integraron en el grupo en su lugar la batería y percusionista autodidacta Cami López y la bajista y también compositora Nadia Lago Sáez.
Después de su primer álbum en 2016 llamado Hurgar y Sacar, han publicado en 2021 Remendar el caos. En 2022 publicaron el sencillo "Pa' Mi", que también dio nombre a su gira de ese mismo año, han contado con la colaboración de la cantante chilena Pascuala Ilabaca. Con este tema también pretendían "abrir fronteras" y expandir su propuesta más allá de la península, actuando también en Austria. Han publicado varios videoclips en plataformas digitales, entre los cuales destaca el del tema "El Amor", que cuenta con más de 2 millones de reproducciones. Además, también han estado en el cartel de varios festivales, como el BioRitme que tiene lugar en agosto en Cataluña y en el que han participado en más de una edición, o en 2024 en el Zorrilla's Fest de Valladolid.

## Contenido y letras
Sus canciones fusionan todos los estilos urbano como rumba, funk, hip hop, soul, rock, pop o incluso trap. Además, son un viaje introspectivo en el que lo personal se vuelve político, con unas letras con un marcado enfoque feminista y reivindicativo en favor de la igualdad, tanto sobre los escenarios como en la sociedad.

## Componentes
- Sombra Alor
- Ana Toledo
- Nadia Lago Sáez
- Cami López

## Discografía

### Singles
- Pa' Mi (2022)[3]

### Álbumes
- Hurgar y Sacar (2016)[10]
- Remendar el caos (2020)[2]
- El Pacto (2021)[3]
- Antiheroína (2023)[11]

## Reconocimientos
En 2020 ganaron la beca de producción de directos del programa de soporte a la creación de Cases de la música catalana.